# Robinsonia marginata
Robinsonia marginata là một loài bướm đêm thuộc phân họ Arctiinae, họ Erebidae.